# Stat eșuat
     10-Sustenabil
     40-Stabil
     70-Mediocru
     100-Situație de alertă
     120-Situație de alertă+
     Fără informații / Teritoriu disputat

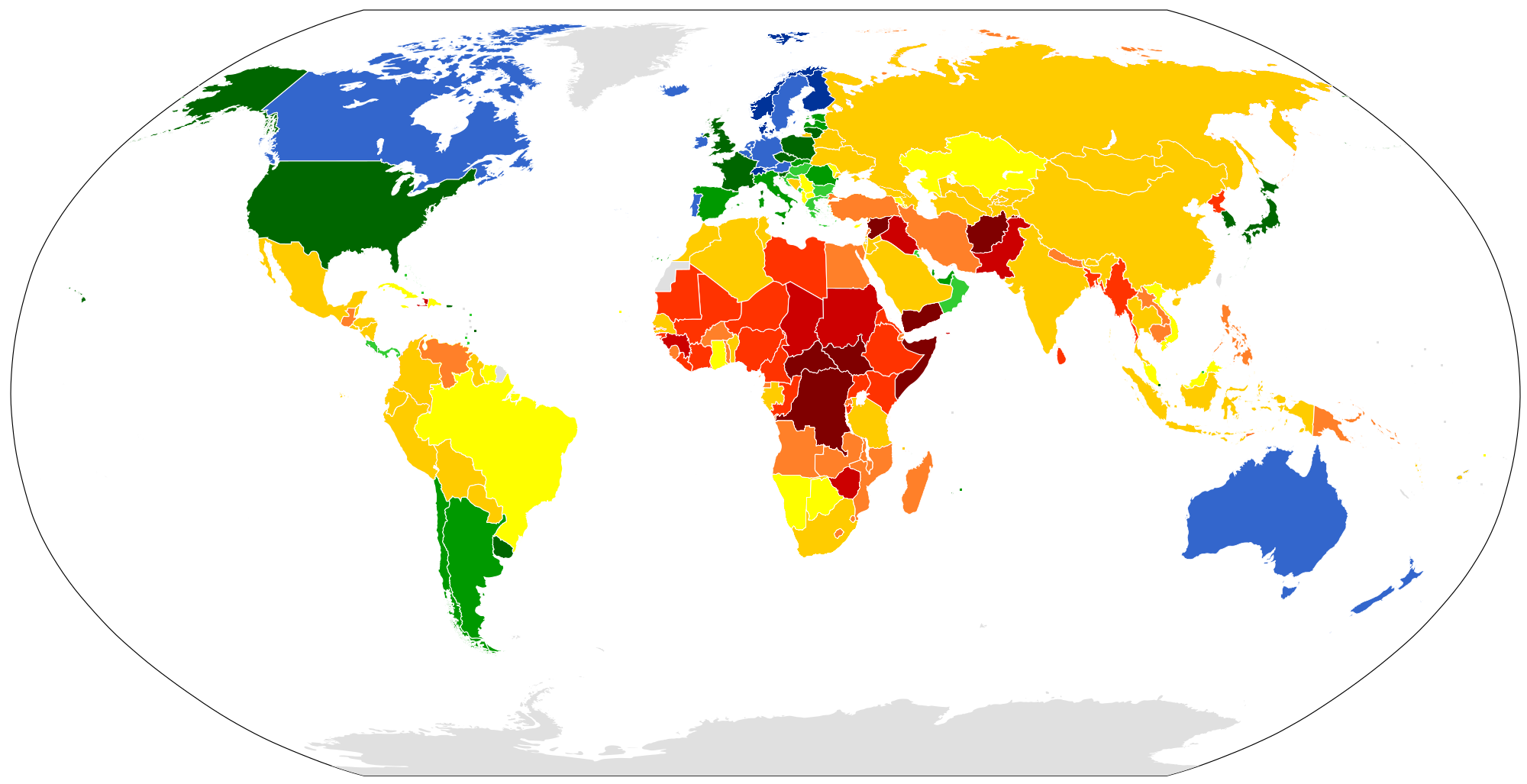
Gradul fragilității statelor în 2018
10-Sustenabil
40-Stabil
70-Mediocru
100-Situație de alertă
120-Situație de alertă+
Fără informații / Teritoriu disputat

Un stat eșuat este un organism politic care s-a degradat într-un punct în care condițiile de bază și responsabilitățile unui guvern suveran nu mai funcționează în mod corespunzător. Un stat poate "eșua" dacă guvernul își pierde legitimitatea chiar dacă își îndeplinește funcțiile în mod corespunzător. Pentru o stare stabilă este necesar ca guvernul să se bucure atât de eficacitate, cât și de legitimitate. De asemenea, atunci când o națiune slăbește și binestarea acestuia scade, este introdusă posibilitatea unui colaps guvernamental total. ONG-ul Fund of Peace identifică un stat eșuat ca având următoarele caracteristici:
- Pierderea controlului asupra teritoriului său sau a monopolului cu privire la utilizarea legitimă a forței fizice în interiorul acestuia
- Eroziunea autorității legitime de a lua decizii colective
- Incapacitatea de a furniza serviciile publice
- Incapacitatea de a interacționa cu alte state ca membru cu drepturi depline al comunității internaționale

Caracteristicile comune ale unei situații defectuoase includ un guvern central atât de slab sau ineficient, încât are incapacitatea de a ridica impozitele sau de alt tip de sprijin, și are un control practic redus pe o mare parte a teritoriului său și, prin urmare, există o lipsă a serviciilor publice. Când se întâmplă acest lucru, pot apărea corupția și criminalitatea răspândită, intervenția actorilor statali și nestatali, apariția refugiaților și mișcarea involuntară a populațiilor, declinul economic puternic și intervenția militară străină.
Nivelul controlului guvernamental necesar pentru a evita considerarea unui stat eșuat variază considerabil în rândul autorităților. În plus, declarația faptului că un stat a eșuat poate fi, în general, controversată și, atunci când este făcută în mod autoritar, poate avea consecințe geopolitice semnificative.

## Definiția și alte probleme

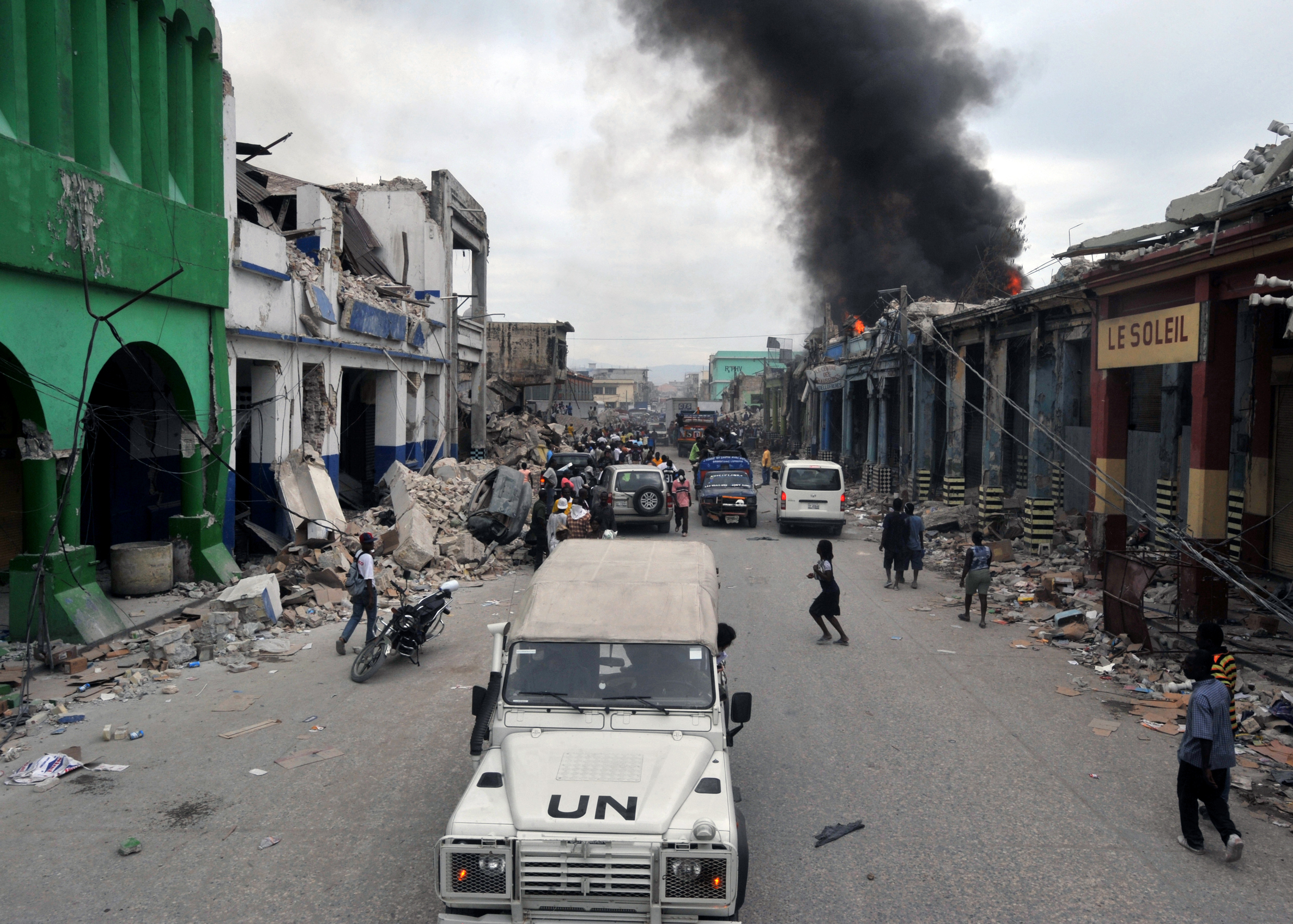
Haiti este adesea considerat un stat eșuat. Această poză a fost făcută după cutremurul din 2010.

Nu există un consens general cu privire la definirea unui "stat eșuat"; natura subiectivă a indicatorilor utilizați pentru a măsura fragilității statului a condus la o înțelegere ambiguă a termenului. Unii experți se concentrează asupra capacității și eficacității unui guvern de a determina dacă un stat eșuează sau nu.  Alți indicatori, cum ar fi Indexul Fragilității Statelor ONG-ului Fund for Peace, subliniază caracterul democratic al instituțiilor statului pentru a determina nivelul său de eșec. În cele din urmă, alți experți își concentrează argumentația asupra legitimității statului asupra naturii statului asupra creșterii violenței penale într-un stat asupra instituțiilor economice extractive sau privind capacitatea statelor de a-și controla teritoriul. Robert H. Bates se referă la eșecul unui stat ca la "implozia" acestuia, în care statul se transformă "într-un instrument de prădare", iar statul își pierde efectiv monopolul asupra mijloacelor de forță.
Ca parte a dezbaterii privind definirea faptului că un stat a eșuat, Charles T. Call, în 2010, încearca să renunțe total la conceptul de eșec al statului; așa cum susținea el, acest termen promovează o înțelegere neclară a ceea ce înseamnă insuficiență de stat. Într-adevăr, una dintre principalele contribuții la teoretizarea "statului defect" este "cadrul decalajului" dezvoltat de Call în 2010. Acest cadru se bazează pe criticile sale anterioare (2008) privind "eșecul de stat", ca concept folosit ca termen de referință pentru diferite state cu probleme diverse și ca bază și explicație pentru prescripțiile de politică universală. Acesta dezarhidează conceptul de "eșec al statului", concentrându-se pe trei lacune pe care un stat le are atunci când se află în procesul de eșec: lispa de capacitate, atunci când instituțiile statului nu dispun de capacitatea de a furniza în mod efectiv bunuri și servicii de bază populației sale; lipsa de securitate, atunci când statul nu reușește să asigure securitatea populației sale sub amenințarea grupurilor armate; și lipsa de legitimitate, când o "parte semnificativă a elitelor politice și a societății respinge regulile care reglementează puterea și acumularea și distribuirea bogăției". "Cadrul de decalaj" pare a fi mai util decât alte definiții. În loc să încerce să cuantifice gradul de eșec al unui stat, cadrul decalajului oferă un domeniu tridimensional util pentru a analiza interacțiunea dintre guvern și societate în state într-un mod mai analitic. Call nu sugerează neapărat că statele care suferă de provocările cauzate de cele trei lacune ar trebui să fie identificate ca state eșuate, ci, în schimb, prezintă ideea gap-ului ca o alternativă la conceptul de eșec al statului în general. Deși Call recunoaște că conceptul de decalaj are în sine niște limite, deoarece adesea unele state se confruntă cu mai multe dintre probleme spuse înainte, propunerea sa conceptuală reprezintă o modalitate utilă de identificare mai exactă a provocărilor dintr-o societate și a prescripțiilor de politică care sunt mai susceptibile de a fi eficiente pentru punerea în aplicare a actorilor externi și internaționali.
Niște critici suplimentare a modului de înțelegere a conceptului de "stat eșuat" au fost prezentate de Morten Bøs și Kathleen M. Jennings care, pe baza a cinci studii de caz - Afganistan, Somalia, Liberia, Sudan și Regiunea Deltei râului Niger din Nigeria - și aceste critici susțin că "utilizarea etichetei de stat eșuat este făcută în mod inerent politicii și se bazează în primul rând pe percepțiile occidentale privind securitatea și interesele țărilor din Occident". Ei continuă să sugereze că factorii de decizie occidentali atribuie acest nume acelor state în care "recesiunea și informalizarea statului este percepută ca o amenințare la adresa intereselor occidentale". Mai mult, acest lucru sugerează o abordare ipocrită în numele factorilor de decizie occidentali, datorită faptului că caracteristicile care ar determina anumite state să fie etichetate ca eșuate sunt acceptate în alte state unde aceste caracteristici sunt în conformitate cu interesele occidentale. De fapt, "această caracteristică a funcționării statului nu este numai acceptată, ci și într-un anumit grad facilitată, deoarece creează un mediu favorabil pentru afaceri și capitalul internațional. Aceste cazuri nu sunt marcate ca "state eșuate".
O contribuție relevantă în domeniul statelor eșuate a fost făcută de J. Goldstone în lucrarea sa "Pathways to State Failure" "Căi către eșecul unui stat". El definește un stat eșuat ca unul care și-a pierdut atât eficacitatea, cât și legitimitatea. Eficacitatea înseamnă capacitatea de a îndeplini funcții de stat, cum ar fi asigurarea securității sau perceperea de impozite. Legitimitatea înseamnă sprijinul unor grupuri importante din populație. O situație în care lipsește unul dintre aceste două aspecte nu trebuie numită eșuată ca atare; cu toate acestea, situația poate deveni una periculoasă dacă nu se face nimic. El identifică cinci căi posibile pentru eșecul de stat:
- Escaladarea conflictelor unor grupuri comunitare (etnice sau religioase). Exemple: Sri Lanka, Siria, Somalia, Myanmar, Nigeria, Irak, Yemen, Turcia, Republica Democratică Congo, Republica Centrafricană, Rwanda, Liberia, Iugoslavia, Liban, Afganistan, Sudan, Sudanul de Sud
- Prădarea statului (corupție de mare amploare sau consumul resurselor în detrimentul ale altor grupuri). Exemple: Sri Lanka, Rusia, Nicaragua, Venezuela, Brazilia, Filipine, Sudan, Sudanul de Sud, Eritreea, Zimbabwe, Africa de Sud, Coreea de Nord, Arabia Saudită
- Rebeliune regională sau de gherilă. Exemple: Libia, Siria, Irak, Pakistan, Afganistan, Yemen, Turcia, Congo, Columbia, Vietnam
- Prăbușirea democrației (care duce la un război civil sau o lovitură de stat). Exemple: Nigeria, Madagascar, Nepal
- Criza de succesiune sau de reformă în statele autoritare. Exemple: Indonezia sub Suharto, Iranul sub Padișahii, Uniunea Sovietică sub Gorbaciov

Deși Goldstone identifică căile de eșec ale unui stat, el este rapid să avertizeze cu privire la simplificarea problemei. Deseori reconstruirea legitimității sau eficacității implică un compromis cu celălalt aspect al statului. Din moment ce aceste state duc lipsa de unul dintre cei doi piloni ai stabilității, este periculos să inițieze un astfel de compromis, deoarece este nevoie de timp pentru a reconstrui încrederea populației. Deși eșecul statului a fost studiat timp de decenii de numeroși experți, acesta rămâne un concept contestat și vulnerabil în agendele politice, ideologice și economice.